# Xiphophorus
Xiphophorus er slægtsnavn for en mellemamerikansk fiskeslægt af ungefødende tandkarper, blandt andet platy og sværddrager.
- Wikimedia Commons har flere filer relateret til Xiphophorus

| Fisk | Spire Denne artikel om fisk er en spire som bør udbygges. Du er velkommen til at hjælpe Wikipedia ved at udvide den. |